# بخش شتو-تیئری
بخش شتو-تیئری (به فرانسوی: Arrondissement de Château-Thierry) یک بخش در فرانسه است که در ان واقع شده‌است.